# Парцяки
Парцяки (пол. Parciaki) — село в Польщі, у гміні Єднорожець Пшасниського повіту Мазовецького воєводства.
Населення — 693 особи (2011).
У 1975-1998 роках село належало до Остроленцького воєводства.

## Демографія
Демографічна структура станом на 31 березня 2011 року:
|          | Загалом | Допрацездатний вік | Працездатний вік | Постпрацездатний вік |
| -------- | ------- | ------------------ | ---------------- | -------------------- |
| Чоловіки | 353     | 90                 | 220              | 43                   |
| Жінки    | 340     | 81                 | 172              | 87                   |
| Разом    | 693     | 171                | 392              | 130                  |